# مدل بوم‌سازگان

نمونه سری زمانی مدل لوتکا-ولترا. توجه داشته باشید که این دو جمعیت رفتار چرخه‌ای از خود نشان می‌دهند و چرخه شکارچی از شکار عقب‌تر است.

نمودار ساختاری مدل اکوسیستم پلانکتون اقیانوس باز Fasham, Ducklow و McKelvie (1990).

یک مدل بوم‌سازگان یا مدل اکوسیستم (به انگلیسی: Ecosystem model) یک نمایش انتزاعی، معمولاً ریاضی از یک سیستم بوم‌سازگان است (در مقیاسی از یک جمعیت فردی، یک جامعه بوم‌شناختی، یا حتی یک زیست‌بوم کامل)، که برای درک بهتر سیستم واقعی مورد مطالعه قرار می‌گیرد.